# Kondo Tetsushi
Tetsushi Kondo (sinh ngày 4 tháng 11 năm 1986) là một cầu thủ bóng đá người Nhật Bản.

## Sự nghiệp câu lạc bộ
Tetsushi Kondo đã từng chơi cho Urawa Reds, Ehime FC và Fagiano Okayama.